# Planungsregion Westmittelfranken

Planungsregion 8: Westmittelfranken

Die Planungsregion Westmittelfranken ist eine von insgesamt 18 Planungsregionen des Freistaates Bayern. Verwaltungssitz ist die Stadt Ansbach.

## Struktur
Die Planungsregion Westmittelfranken liegt im westlichen Teil des Regierungsbezirkes Mittelfranken. Im regionalen Planungsverband sind die kreisfreie Stadt Ansbach, die drei Landkreise Ansbach, Neustadt a.d.Aisch-Bad Windsheim und Weißenburg-Gunzenhausen, sowie die dazugehörigen 123 Landkreisgemeinden als Körperschaften zusammengeschlossen. Es gibt 1 Oberzentrum, 10 Mittelzentren, 5 Unterzentren und 24 Kleinzentren.
Oberzentrum der Region ist die kreisfreie Stadt Ansbach.
Mittelzentren:
- Bad Windsheim
- Dinkelsbühl
- Feuchtwangen
- Gunzenhausen
- Neuendettelsau-Heilsbronn-Windsbach
- Neustadt an der Aisch
- Rothenburg ob der Tauber
- Treuchtlingen
- Uffenheim
- Weißenburg in Bayern

Unterzentren:
- Bechhofen
- Herrieden
- Pleinfeld
- Scheinfeld
- Wassertrüdingen

Kleinzentren:
- Burgbernheim
- Burghaslach
- Dentlein am Forst
- Dietenhofen
- Diespeck
- Ehingen
- Ellingen
- Emskirchen
- Flachslanden
- Heidenheim
- Leutershausen
- Lichtenau
- Markt Berolzheim
- Markt Erlbach
- Merkendorf-Wolframs-Eschenbach
- Nennslingen
- Pappenheim
- Petersaurach
- Schillingsfürst
- Schnelldorf
- Sugenheim
- Uehlfeld
- Weidenbach
- Wilburgstetten

## Geschichte
1972 erfolgte die Einteilung des Freistaates Bayern in 18 Planungsregionen auf Grundlage des Bayerischen Landesplanungsgesetzes von 1970. Der Regionale Planungsverband entstand 1973. Verbandsvorsitzender bis 2012 war der Landrat a. D. Rudolf Schwemmbauer. Aktueller Verbandsvorsitzender ist der amtierende Landrat des Landkreises Ansbach, Jürgen Ludwig.

## Bevölkerungsentwicklung
Die folgende Tabelle zeigt die Bevölkerungsentwicklung in der Region Westmittelfranken seit dem Jahre 1970, aufgeteilt in ihre vier Kreise:
| 1970 | 40.358 | 155.781 | 86.276  | 88.190 | 370.605 |
| 1987 | 36.970 | 157.632 | 85.686  | 86.381 | 366.669 |
| 1995 | 39.896 | 178.265 | 95.063  | 94.046 | 407.270 |
| 2000 | 40.165 | 183.207 | 98.671  | 95.109 | 417.152 |
| 2005 | 40.624 | 183.207 | 99.979  | 94.660 | 418.470 |
| 2010 | 40.253 | 179.925 | 97.558  | 92.326 | 410.062 |
| 2015 | 41.159 | 181.314 | 98.751  | 93.342 | 411.566 |
| 2020 | 41.681 | 185.316 | 101.272 | 95.117 | 423.386 |

## Bildung und Forschung
In der Planungsregion Westmittelfranken gibt es vier Hochschulen:
- Hochschule für angewandte Wissenschaften Ansbach
- Augustana-Hochschule Neuendettelsau
- Hochschule für angewandtes Management mit einem Standort in Treuchtlingen
- Hochschule für angewandte Wissenschaften Weihenstephan-Triesdorf

Des Weiteren bestehen vier Einrichtungen für Fachausbildungen:
- Landesfinanzschule Bayern mit Sitz in Ansbach und Außenstellen in Dinkelsbühl und Herrieden
- Berufsfachschule für Musik des Bezirks Mittelfranken mit Sitz in Dinkelsbühl
- Zollhundeschule mit einem Standort in Neuendettelsau
- Bayerische Verwaltungsschule mit Bildungszentrum in Neustadt an der Aisch und externen Lehrgangsorten in Feuchtwangen und Gerolfingen

## Verkehr
Die gesamte Planungsregion liegt im Verkehrsverbund Großraum Nürnberg.

### Straßenverkehr
Durch die Region verlaufen zwei kontinental bedeutende Autobahnen:
| Autobahn | Verlauf |
| -------- | --- |
| A6       | Frankreich – Saarbrücken – Rhein-Neckar – Ansbach – Schwabach – Nürnberg – Amberg – Tschechien                                          |
| A7       | Dänemark – Hamburg – Hannover – Schweinfurt – Kitzingen – Rothenburg ob der Tauber – Feuchtwangen – Ulm – Kempten – Füssen – Österreich |

### Schienenverkehr
In der Region gibt es zwei Bahnhöfe der Preisklasse 3 (Ansbach, Treuchtlingen) und sechs Bahnhöfe der Preisklasse 4 (Gunzenhausen, Neustadt/Aisch, Pleinfeld, Steinach (b Rothenburg o.d.Tauber), Wicklesgreuth, Weißenburg/Bay).
Es gibt zwei IC-Verbindungen, die in dieser Region halten.
| Zuggattung | Strecke | Verkehrsangebot | Fahrzeuge im Regelbetrieb |
| ---------- | --- | --------------- | ------------------------- |
| IC 28      | München Hbf – München-Pasing – Augsburg Hbf – Donauwörth – Treuchtlingen – Nürnberg Hbf | einzelne Züge   | IC-Wagen                  |
| IC 61      | (Leipzig Hbf – Naumburg (Saale) Hbf – Jena Paradies – Saalfeld (Saale) – Kronach – Lichtenfels – Bamberg –) Nürnberg Hbf – Ansbach – Crailsheim – Ellwangen – Aalen Hbf – Schwäbisch Gmünd – Stuttgart Hbf – Vaihingen (Enz) – Pforzheim Hbf – Mühlacker – Karlsruhe Hbf | Zweistundentakt | Intercity 2               |

### Flugverkehr
In der Region gibt es einen Verkehrslandeplatz (Flugplatz Rothenburg ob der Tauber) und sechs Sonderlandeplätze (Ansbach-Petersdorf, Bad Windsheim, Dinkelsbühl-Sinbronn, Gunzenhausen-Reutberg, Neustadt/Aisch und Treuchtlingen-Bubenheim).

## Trivia
Der Name des für diese Region sendenden Lokalradios mit Sitz in Ansbach, Radio 8, leitet sich von der Nummer der Planungsregion ab.